# 율리우스 비엘리크
율리우스 비엘리크(1962년 3월 8일 ~ )는 슬로바키아의 은퇴한 축구 선수이다.

## 국가대표 경력
그는 1983년 체코슬로바키아대표팀에 데뷔했다. 그는 1990년 FIFA 월드컵 대표 선수로 선발되었다. 그는 국제 A매치 18경기에 출전했다.

## 통계
| 체코슬로바키아 | 체코슬로바키아 | 체코슬로바키아 |
| 연도           | 출전           | 골             |
| -------------- | -------------- | -------------- |
| 1983           | 1              | 0              |
| 1984           | 0              | 0              |
| 1985           | 0              | 0              |
| 1986           | 0              | 0              |
| 1987           | 2              | 0              |
| 1988           | 6              | 0              |
| 1989           | 3              | 0              |
| 1990           | 6              | 0              |
| 합계           | 18             | 0              |